# Худышка
Худы́шка — деревня в Кыштовском районе Новосибирской области. Входит в состав Верх-Майзасского сельсовета.

## География
Площадь деревни — 38 гектаров.

## Население
| 2002 | 2007 | 2010 |
| ---- | ---- | ---- |
| 17   | ↘13  | ↘6   |

## Инфраструктура
В деревне по данным на 2007 год отсутствует социальная инфраструктура.